# جانيت سبرنت
جانيت إريني سبرنت (بالإنجليزية: Janet Irene Sprent)‏ (مواليد 1934) هي عالمة نباتات بريطانية وأستاذة فخرية في جامعة دندي.

## التعليم والحياة المهنية
بعد التخرج من كلية لندن الإمبراطورية بدرجة بكالوريوس العلوم وزمالة الكلية الملكية للعلوم، عملت جانيت في محطة روتامستد التجريبية قبل أن تحصل على الدكتوراة من جامعة تسمانيا. درّست علم النبات لعامين في مدرسة روشيستر للقواعد اللغوية قبل أن تحصل على منصب التدريس في كلية جولدسميث بجامعة لندن عام 1960. انتقلت جانيت إلى دندي، اسكتلندا عام 1967 حيث حصلت على زمالة بحثية في جامعة دندي. ثم أصبحت عميدة لكلية العلوم والهندسة عام 1987، ثم منحت منصبًا شخصيًا عام 1989 وعملت كرئيسة لقسم علوم الأحياء في الفترة بين 1992 و1995. كما شغلت منصب نائب رئيس جامعة دندي من عام 1995 وحتى تقاعدها عام 1998.

## تكريمها
كتقدير لمساهماتها في فهم تثبيت النيتروجين في تعايش البقوليات، كرمت جامعة لندن جانيت بمنحها درجة الدكتوراه في العلوم وكرمتها الجامعة السويدية للعلوم الزراعية بمنحها الدكتوراة الفخرية. وحصلت على رتبة الإمبراطورية البريطانية عامي 1996 و2013، وسميت البكتيريا المثبتة للنيتروجين باسمها Burkholderia sprentiae.

## مؤلفاتها
- Sprent، Janet (2009)، Legume Nodulation: A Global Perspective، Wiley-Blackwell
- Dilworth، Michael J.؛ James، Euan K.؛ Sprent، Janet؛ Newton، William E. (2008)، Nitrogen-Fixing Leguminous Symbioses (Nitrogen Fixation: Origins, Applications, and Research Progress)، Springer
- Sprent، Janet (2001)، Nodulation in Legumes، Royal Botanic Gardens
- Sprent، Peter؛ Sprent، Janet I. (1995)، Suilven's World: A Land and Its People، Northwest Press
- Sprent، Janet I.؛ Sprent، Peter (1990)، Nitrogen Fixing Organisms: Pure and Applied Aspects، Springer
- Sprent، Janet (1987)، The Ecology of the Nitrogen Cycle، Cambridge University Press
- Sprent، Janet (1979)، Biology of Nitrogen-fixing Organisms (European plant biology series)، McGraw Hill